# تکیه حاج محمد علی روغنی
تکیه حاج محمد علی روغنی مربوط به دوره قاجار است و در بروجرد، شمال خیابان بلوار، ۴۵ متری شهرداری واقع شده و این اثر در تاریخ ۲۳ بهمن ۱۳۸۰ با شمارهٔ ثبت ۴۷۶۸ به‌عنوان یکی از آثار ملی ایران به ثبت رسیده است.